# Melanagromyza vernoniana
Melanagromyza vernoniana är en tvåvingeart som beskrevs av Steyskal 1980. Melanagromyza vernoniana ingår i släktet Melanagromyza och familjen minerarflugor. Inga underarter finns listade i Catalogue of Life.